# Varanus nuchalis
Varanus nuchalis là một loài thằn lằn trong họ Varanidae. Loài này được Günther mô tả khoa học đầu tiên năm 1872.